# Nova Roma do Sul
Nova Roma do Sul è un comune del Brasile nello Stato del Rio Grande do Sul, parte della mesoregione del Nordeste Rio-Grandense e della microregione di Caxias do Sul.
La zona fu abitata fin dal 1880 da immigrati polacchi, svedesi e russi. Dal 1885 tuttavia fu l'immigrazione italiana a prevalere, in particolare dalle province di Belluno, Treviso e Vicenza.
Il nome è chiaramente un omaggio alla città di Roma.
La data ufficiale di fondazione della città è il 6 gennaio 1899.